# مارك شيلد
مارك شيلد (بالإنجليزية: Mark Shield)‏، من مواليد 2 سبتمبر 1973، حكم كرة قدم دولي أسترالي.
و قد حكم في كأس العالم لكرة القدم 2002 وكأس العالم لكرة القدم 2006، وأدار نهائي دوري أبطال آسيا بين نادي الكرامة السوري ونادي جونبوك الكوري الجنوبي وقد حكم نهائي كاس اسيا عام 2007 بين المنتخب السعودي والمنتخب العراقي الذي فاز بها الاخير وقد حاز على أفضل حكم في قارة اسيا عام 2007

## روابط خارجية
- مارك شيلد على موقع Soccerway.com (الإنجليزية)